# Via Nomentana

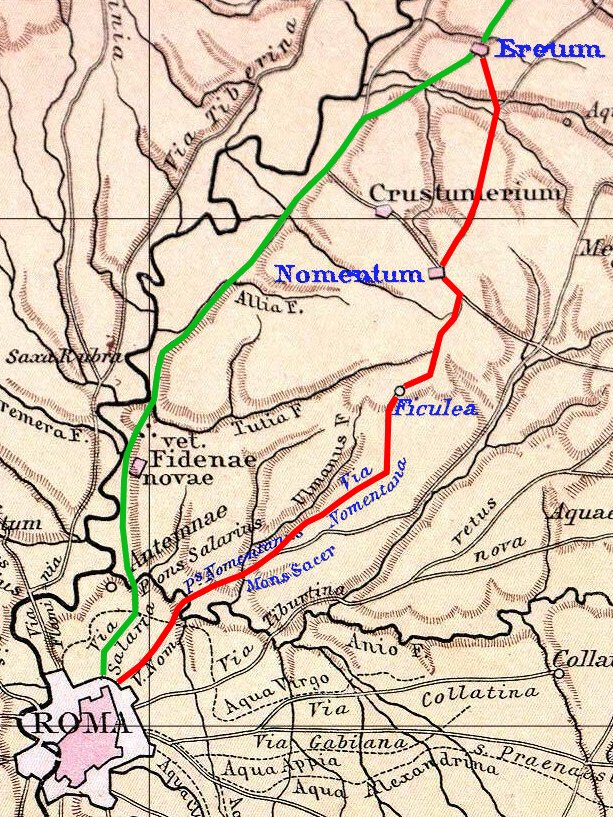
Die Via Nomentana (rot), und die Via Salaria (grün)

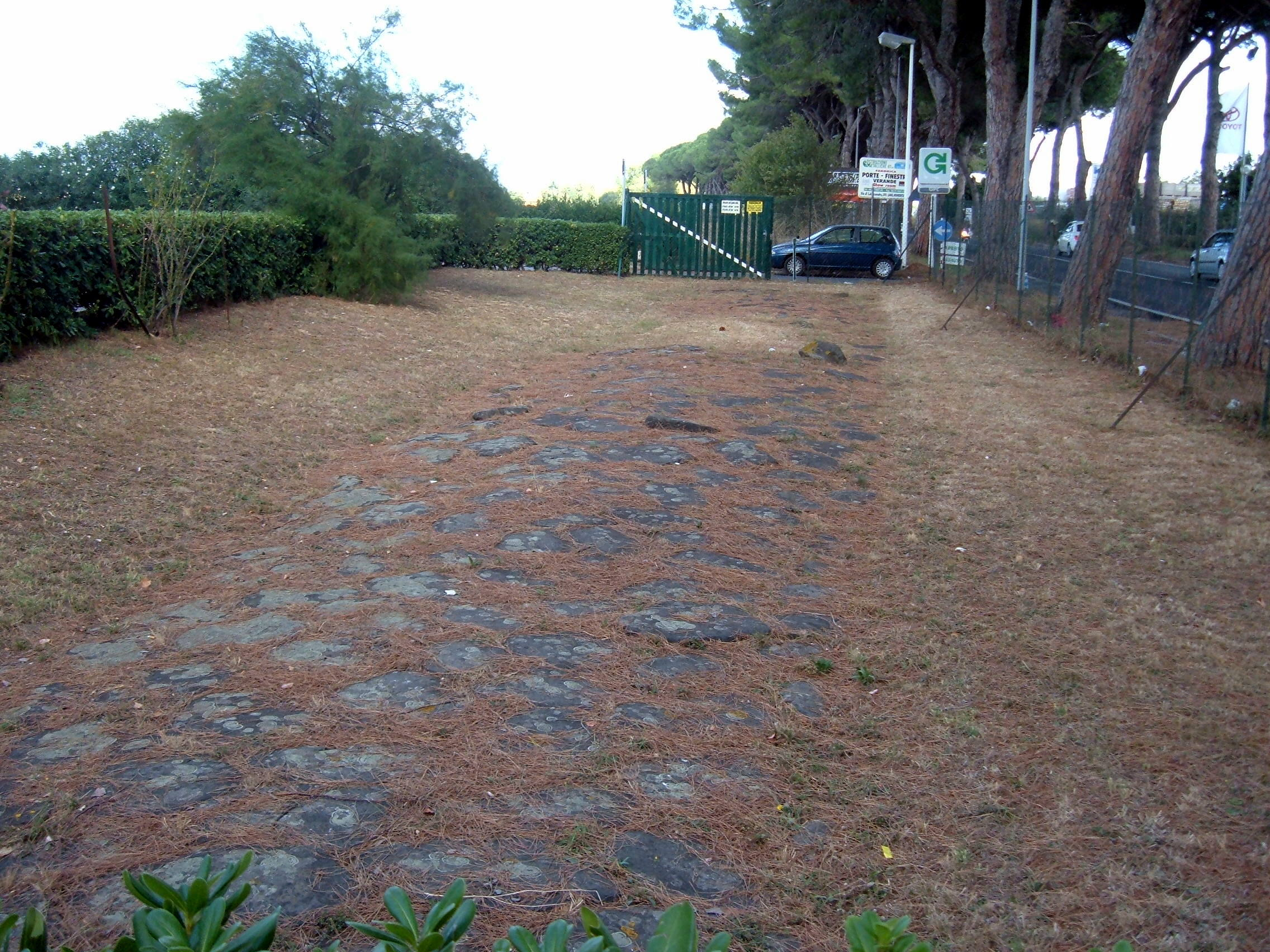
Reste der antiken Via Nomentana bei Sant’Alessandro, dem antiken Ficulea

Die Via Nomentana war eine antike römische Straße.

## Geografische Lage
Diese Straße führte von Rom zum nordöstlich gelegenen Nomentum (heute Mentana). Sie misst eine Strecke von 23 km, das sind 14 Meilen. Sie führte über mehrere Brücken, die größte von ihnen war der Ponte Nomentano. Die Via Nomentana zweigte unmittelbar hinter der Porta Collina der Servianischen Stadtmauer von der Via Salaria ab und führte durch die Porta Nomentana der Aurelianischen Mauer. Eine Verlängerung über Nomentum hinaus erreichte am 26. Meilenstein wieder die Via Salaria.

## Geschichte
Die Via Nomentana hieß ursprünglich Via Ficulnensis, benannt nach dem Ort Ficulea, gelegen im heutigen römischen Stadtteil Sant’Alessandro (Municipio IV, Zona urbanistica 5I), damals noch 13 Kilometer von Rom entfernt. Später wurde die Straße bis nach Nomentum verlängert. Die Via Nomentana blieb aber im Vergleich zur weitgehend parallelen Via Salaria eine nicht sehr bedeutende Frachtstraße.

## Heutige Bedeutung
Die Via Nomentana ist als Ausfallstraße heute als Strada provinciale SP 22/a klassifiziert. Im Innenstadtbereich befinden sich an der Straße die Villa Torlonia und das römische Gästehaus des Deutschen Ordens.